# Lorena (álbum)
Lorena es el álbum de debut de la cantante española Lorena Gómez (cantante). Fue publicado el 27 de marzo de 2007 en España, dos meses después de ser proclamada ganadora de Operación Triunfo 2006. Es un álbum de versiones personales de grandes éxitos de artistas internacionales e incluye además dos temas nuevos. 

## Listado de Canciones
1. "Land Of A 1000 Dances" (Hummon/Brokop) (versión de Wilson Pickett) – 2:56
2. "Sin Medida" (Alejandro Abad) – 4:06
3. "Man! I Feel Like A Woman!" (Robert Lange/Shania Twain) (versión de Shania Twain) – 3:57
4. "Angels" (Robbie Williams/Guy Cambres) (versión de Robbie Williams) – 4:01
5. "Música" (Manuel Ruiz "Queco") – 3:56
6. "Otro amor vendrá" ("I Will Love Again") (Barry P./M.Taylor) (versión de Lara Fabian) – 4:25
7. "Bohemian Rhapsody" (Freddie Mercury) (versión de Queen) – 2:15
8. "Y lloré" ("Cryin'") (Joe Perry, Taylor Rhodes, Steve Tyler) (versión de Aerosmith) – 4:14
9. "Mi corazón continuará" ("My Heart Will Go On") (James Horner/Wilbur Jennings) (versión de Céline Dion) – 4:35
10. "Still Loving You" (Klaus Meine/Rudolf Schenker) (versión de Scorpions) – 4:24
11. "Born to Be Alive" (Patrik Hernández) (versión de Patrick Hernández) – 3:23
12. "Miralá, Miraló" (Alejandra Guzmán) (versión de Alejandra Guzmán) – 4:04

## Personal
Técnicos:
- Manuel Ruiz "Queco" — producción
- Eduardo Ruiz — grabación
- Antonio Algarrada — grabación, mezclado
- Nicola Almagro — grabación
- Roberto Maccagno — mezclado, masterizado
- Andrea Maccagno — mezclado

Músicos:
- Lorena Gómez — voz principal
- Ludovico Vagnone — guitarra española, acústica y eléctrica
- Antonio Ramos "Maca" — bajo
- Enzo Filippone — batería
- Tino Di Geraldo — bajo, batería
- Araceli Lavado — coros
- Carlos Lázaro — coros
- Raúl Ruiz — teclados, programaciones
- Alberto Miras — teclados, programaciones
- Carlos Vera — teclados, programaciones
- Nicola Almagro — teclados, programaciones

## Sencillos
- "Sin Medida" fue el primer sencillo del álbum, fue lanzado junto con el álbum a finales de marzo de 2007. Un mes después se lanzó el videoclip grabado en Lérida. La canción forma parte de la B.S.O. de la miniserie La Bella Otero.
- "Otro Amor Vendrá" fue el segundo sencillo del álbum, fue lanzado a comienzos de julio de 2007. Versión del gran éxito de finales del 2000 I Will Love Again de Lara Fabian.

## Críticas
El álbum no estuvo exento de críticas, entre las que destacó la de Risto Mejide, jurado de su edición de Operación Triunfo, por haber escogido hacer un álbum de versiones variadas como debut. La respuesta de la cantante fue que con el poco tiempo de grabación que hubo (ella grabó en escasos tres días) no se podía hacer un álbum inédito con mediana calidad, que le pareció una idea original, ya que era algo que nunca se había hecho antes con un ganador de Operación Triunfo y que eran canciones "de momentos de su vida" que le apetecía cantar en un álbum.

## Listas

### Semanales
| País   | Ranking         | Primera semana | Posición de ingreso | Mejor posición | Semanas en la mejor posición | Semanas en el ranking | Última semana |
| ------ | --------------- | -------------- | ------------------- | -------------- | ---------------------------- | --------------------- | ------------- |
| Europa |                 |                |                     |                |                              |                       |               |
| España | Top 100 álbumes | 01/04/2007     | 4                   | 4              | 1                            | 11                    | 10/06/2007    |